# Revolución Sandinista
La Revolución sandinista o Revolución nicaragüense, también llamada Revolución Popular Sandinista, fue el proceso ocurrido en Nicaragua entre julio de 1979 hasta febrero de 1990, protagonizado por el Frente Sandinista de Liberación Nacional (llamado así en memoria de Augusto César Sandino) que puso fin a la dictadura de la familia Somoza, derrocando al tercero de los Somoza, Anastasio Somoza Debayle, sustituyéndola por un gobierno de perfil progresista de izquierda.
La lucha contra la dictadura de los Somoza, que ya había comenzado a finales de los años 1950 se intensifica significativamente en 1978 a raíz del asesinato del director del diario La Prensa Pedro Joaquín Chamorro. En marzo de 1979 se firma el acuerdo de unidad por parte de los representantes de las tres fracciones sandinistas y se decide impulsar la lucha. En junio se hace el llamamiento a la "Ofensiva Final" y a la huelga general y el 20 de julio de 1979 las columnas guerrilleras del FSLN entran en Managua, con un amplio respaldo popular, consumando la derrota de Anastasio Somoza Debayle.
El nuevo gobierno, controlado por FSLN con presencia socialdemócrata, socialista, marxista-leninista y con una gran influencia de la teología de la liberación, trató de introducir reformas en los aspectos socioeconómicos y políticos del Estado nicaragüense, tratando además los problemas relativos a la sanidad, la educación y reparto de la tierra que el país sufría. Dichas reformas lograron avances significativos y reconocidos internacionalmente.
La oposición armada fue organizada por los Estados Unidos, que formó la llamada contra, hundió al país en una guerra civil y produjo una presión sobre en todos los campos posibles. Esto, junto con diversos errores de gobierno achacables al marxismo-leninismo de los sandinistas, llevó a Nicaragua a una posición económica crítica y social de proporciones insostenibles, lo que causó que el FSLN perdiera las elecciones de febrero de 1990 frente a la Unión Nacional Opositora (una coalición que agrupaba a la mayoría de las fuerzas opositoras al FSLN) presidida por Violeta Chamorro y apoyada por Estados Unidos, poniendo así fin al periodo revolucionario.

## El proceso a la Revolución

### Antecedentes

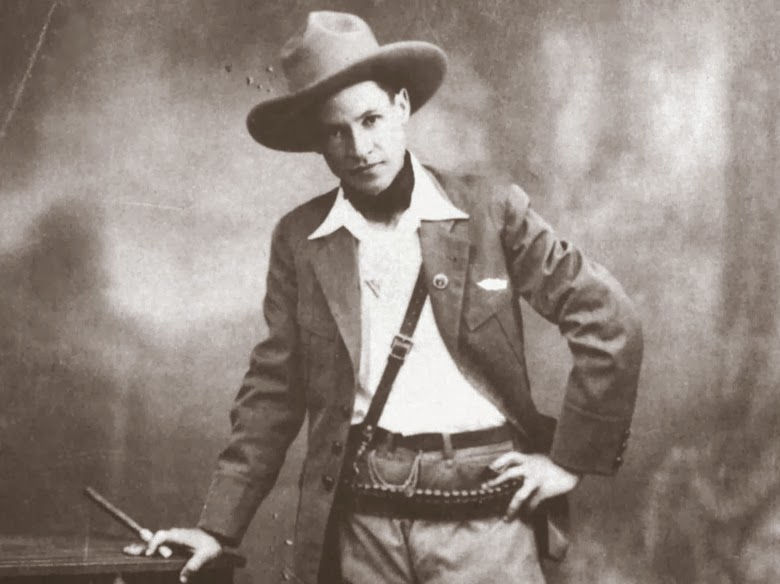
Augusto Sandino.

La segunda intervención de Estados Unidos en Nicaragua termina en 1933 cuando gana las elecciones el Partido Liberal encabezado por Juan Bautista Sacasa. El 1 de enero de 1933 ya no había ningún soldado estadounidense en suelo nicaragüense, pero en 1930 los EE. UU. habían formado un cuerpo propio de seguridad, la Guardia Nacional, a cuyo frente quedó, a la salida de los soldados de EE. UU., Anastasio Somoza García, hombre de confianza de Washington. El 21 de febrero de 1934, el coronel del ejército estadounidense Elias Riggs, respaldado por Somoza, utilizando a la Guardia Nacional, asesina al general Augusto César Sandino, quien había luchado contra la intervención estadounidense y había sido el líder indiscutible de la oposición a esa intervención. El cadáver de Sandino fue sepultado por los militares de Somoza y hasta el día de hoy se desconoce el paradero de sus restos. Este fue el primer acto de una serie que llevaron a que Somoza, con apoyo de EE. UU., se erigiera presidente de Nicaragua en 1936. Con ello se marcó el comienzo de una dictadura familiar de la familia Somoza que, apoyada por EE. UU. y auspiciando sus intereses, se instauró en el país.
A comienzos de la década de 1960, los ideales de izquierda y las luchas por la liberación de los pueblos colonizados estaban en pleno auge y dando resultados. El 1 de enero de 1959 entraban en La Habana las tropas revolucionarias que luchaban contra la dictadura de Batista en Cuba y en Argelia se formaba el Frente de Liberación Nacional de Argelia para luchar por la independencia de Francia. En Nicaragua los diferentes movimientos contra la dictadura Somocista iban a dar como resultado la constitución del Frente de Liberación Nacional de Nicaragua que sería el embrión de lo que vino a denominarse, posteriormente, Frente Sandinista de Liberación Nacional.
La situación económica de Nicaragua, a mediados del siglo XX, se ve deteriorada al caer los precios de productos agrícolas exportables como lo eran el algodón y el café. Políticamente el Partido Conservador de Nicaragua sufre una escisión y una de las facciones, los que fueron llamados popularmente los zancudos, pasa a colaborar con el régimen Somocista. Anastasio Somoza García es asesinado por el Nicaragüense Rigoberto López Pérez en 1956 y vinculan con esta acción a Carlos Fonseca y Tomás Borge. En octubre de 1958 Ramón Raudales inicia una serie de acciones guerrilleras que constituyen el inicio de la lucha armada contra la dictadura Somocista. En junio de 1959 se producen los hechos conocidos como "El Chaparral", un lugar del territorio hondureño, fronterizo con Nicaragua, en donde una columna guerrillera "Rigoberto López Pérez" al mando del Comandante Rafael Somarriba (en la que estaba integrado Carlos Fonseca) fue detectada y aniquilada por el Ejército de Honduras en coordinación con los servicios de inteligencia de la Guardia Nacional de Nicaragua.
Después de "El Chaparral" se dieron varias acciones armadas más, en agosto moría el periodista Manuel Díez Sotelo, en septiembre Carlos Haslam, en diciembre Heriberto Reyes, al año siguiente se producen los hechos de "El Dorado" y se mantienen una serie de acciones donde resultan muertos, entre otros, Luis Morales, Julio Alonso, Manuel Baldizón y Erasmo Montoya.
La oposición convencional, hasta entonces liderada por el Partido Comunista de Nicaragua, no había sido capaz de formar un frente común contra la dictadura. La oposición a la dictadura se fue estableciendo en torno a diversas organizaciones clandestinas estudiantiles. Entre sus líderes destacaba, ya a comienzo de la década de 1960, Carlos Fonseca Amador.
En 1957 Carlos Fonseca Amador, Silvio Mayorga, Tomás Borge, Oswaldo Madriz y Heriberto Carrillo forman la primera célula que se identifica con los principios proletarios. En octubre se forma en México el Comité Revolucionario Nicaragüense que preside Edén Pastora Gómez, Juan José Ordóñez, Roger Hernández y Porfirio Molina.
En marzo de 1959, se crea Juventud Democrática Nicaragüense (JDN), en su constitución participan, entre otros, Carlos Fonseca y Silvio Mayorga. Esta organización tenía la finalidad de llegar a la juventud no estudiantil urbana. A finales de ese mismo año desaparece para dar paso a la Juventud Revolucionaria Nicaragüense (JRN), grupo que mantuvo una actividad internacional elevada. El 21 de febrero de 1960 participa en una conferencia de exiliados nicaragüenses en Maracaibo (Venezuela) organizada por el Frente Unitario Nicaragüense (FUN) (coalición de diversas fuerzas opositoras a Somoza). Asistieron a esa conferencia Fonseca, en calidad de delegado de la Universidad Autónoma Nacional de Nicaragua (UANN) y Silvio Mayorga, en calidad de representante de las JRN, en donde firmaron el manifiesto "Intervención sangrienta: Nicaragua y su pueblo" y su "Programa mínimo" a la vez que conocieron a otros compañeros con los que, posteriormente, formarían el FSLN. Poco después se organiza el Frente Interno de la Resistencia que según el propio Fonseca es El primer auxiliar del Ejército Defensor del Pueblo Nicaragüense.
La JRN tenía una muy escasa presencia dentro de Nicaragua (estaba más activa en los centros del exilio nicaragüense de Costa Rica, México o Cuba) pero estableció contacto con la Juventud Patriótica Nicaragüense (JPN), vinculada al Partido Conservador y fundada el 12 de enero de 1960 y en la que participaban, entre otros, José Benito Escobar, Germán Pomares, Salvador Buitrago, Roger Vásquez, Julio Buitrago, Daniel Ortega, Fernando Gordillo, Manolo Morales, Jorge Navarro, Orlando Quiñónez, Ignacio Briones, German Vogl y Joaquín Solís Piura, al calor de los acontecimientos de la Revolución cubana y su influencia en Latinoamérica. La JPN se definía como un grupo de jóvenes comprometidos con la democracia y la justicia social sin seguir el estandarte de ningún partido. En sus filas militaban Julio Buitrago y José Benito Escobar que llegarían a ser líderes importantes en el FSLN.
En el año 1960 la JPN realiza una serie de movilizaciones en diferentes ciudades de Nicaragua, Managua, Matagalpa y Carazo. Estas protestas son debidas a la represión de estudiantes que se habían saldado con la muerte de varios de ellos y como apoyo al nuevo gobierno cubano que encontraba dificultades con el gobierno somocista. La JPN jugó un importante papel en la movilización contra la dictadura. Su línea de actuación estaba al margen de los partidos opositores, como el Partido Socialista de Nicaragua o el Partido Comunista y muy lejos de la oposición conservadora. Fonseca promueve el ingreso a la JPN de Marcos Altamirano, que conocía de actividades anteriores. Altamirano pronto llega a Secretario General de la organización.
Edén Pastora junto a cinco nicaragüenses más se integra en el movimiento guerrillero "Frente Revolucionario Sandino" en Las Segovias.
A comienzos de 1961 se funda el Movimiento Nueva Nicaragua (MNN) en el que participan personas provenientes del mundo de la educación, como Carlos Fonseca, Silvio Mayorga, Tomás Borge, Gordillo, Navarro y Francisco Buitrago; personas provenientes de entornos obreros como José Benito Escobar; del campo, como Germán Pomares e incluso pequeños empresarios como Julio Jerez Suárez. También participaba en el MNN Santos López, guerrillero que había luchado con el General de Hombres Libres, Augusto César Sandino.
EL Movimiento Nueva Nicaragua estableció su base en tres ciudades del país, Managua, León y Estelí. Aunque su cuartel general se encontraba en la vecina Honduras. Su primera actividad pública se realizó el marzo de 1961 en apoyo de la Revolución cubana y en protesta de la posición que el gobierno de Nicaragua mantenía con Cuba, totalmente plegada a los intereses de Estados Unidos. El MNN se disuelve para dar paso al Frente de Liberación Nacional.

### Los Somoza
El gobierno de la familia Somoza puso al país a plena disposición de los intereses de los Estados Unidos. La familia se convirtió en una de las familias más ricas de las Américas, con un patrimonio estimado en aquel tiempo entre 1000 a 5000 millones de dólares, controlando la riqueza nacional de Nicaragua para sus propios intereses y fomentando la corrupción. Durante los años 1950 y 1960 del siglo XX, la estabilidad del régimen dictatorial proporcionó un desarrollo económico notable, que no llegó a ser repartido con equidad, manteniendo a grandes masas de la población en la extrema pobreza e indigencia. La oposición al régimen fue duramente perseguida, produciéndose asesinatos y torturas y obligando al exilio a los que se posicionaban en contra del poder establecido. La represión se acentuó a partir de 1964.
La capital Managua era conocida por ser la más moderna y próspera de la región, modernas y altas estructuras se elevaban en la ciudad lo que la hizo bastante turística en aquella época.
El terremoto de Managua de 1972 marcó un hito en la corrupción somocista cuando miles de millones de dólares de la ayuda internacional a las víctimas fue usurpada por el poder dejando a los perjudicados por la catástrofe sin socorro. La situación económica empeoró y creció el descontento entre la población.

### El FSLN

Bandera del FSLN.

Los diferentes movimientos de oposición fueron convergiendo dando lugar a principios de los años 60 al nacimiento del FSLN, organización que lideraría la lucha contra la dictadura.
El Frente Sandinista era una organización heterogénea en la que participaban gente de diferentes ideologías con una marcada inclinación marxista y referencias de la Revolución cubana y argelina. No tenía vinculación con ningún partido existente en el país y basaba su ideología en las ideas y lucha de Augusto César Sandino (guerrillero nicaragüense que se luchó contra la ocupación norteamericana en 1927-1933 y fue asesinado por Anastasio Somoza García).
Las fuerzas gubernamentales de los diferentes gobiernos somocistas lograron contener la lucha armada emprendida por el FSLN el cual sufrió fuertes derrotas como la de Pancasán en 1967 o la casa "Las Termópilas" en 1969 donde murió en combate desigual Julio Buitrago, Padre de la Resistencia Urbana, que fue televisado en vivo y directo a todo el país. 
Al comienzo de la década de los años 1970 se va generalizando el apoyo popular a los Sandinistas tanto en las ciudades (centros educacionales y de trabajo) como en las zonas rurales.
En noviembre de 1976, Fonseca muere en combate, al pie de Cerro Zinica en Boca de Piedra (entre Waslala y Siuna), una pérdida que acusa la organización. El FSLN sufre una división en tres tendencias que luchan por separado. Estas tendencias fueron:
- Tendencia GPP (Guerra Popular Prolongada) (maoísta).
- Tendencia Proletaria (marxista- leninista).
- Tendencia Tercerista (nacionalismo de izquierda, socialdemocracia, teología de la liberación).

Aún en esa coyuntura, los éxitos son relevantes y se producen acciones como "La ofensiva de Octubre 77".

### Comienzo del triunfo revolucionario
A mediados de los años 1970, parte de los líderes económicos del país y la Iglesia Católica se empiezan a alinear en contra del gobierno de Somoza. Se forma un movimiento de oposición dirigido por Pedro Joaquín Chamorro Cardenal, dueño del diario La Prensa, el mayor del país, y fuerzan al gobierno a realizar algunos cambios. Este grupo opositor encontró apoyo en las filas del Partido Demócrata de los Estados Unidos y en el gobierno estadounidense de Jimmy Carter que impulsó una política exterior más respetuosa con los Derechos Humanos.
El 10 de enero de 1978 es asesinado Pedro Joaquín Chamorro. El asesinato es atribuido al régimen y desata un gran malestar entre las clases medias y empresariales del país. En febrero se produce la insurrección del barrio de Monimbó de Masaya y en agosto se realiza la toma del Palacio Nacional por una columna del FSLN comandada por Edén Pastora. La negociación para la liberación de los políticos secuestrados en el Palacio Nacional hace que muchos presos políticos queden en libertad y que se pueda publicar y difundir un llamamiento a la población a la insurrección.
La insurrección se va generalizando y la represión gubernamental se agudiza y endurece llegando a realizar ataques contra la población civil. Esto hace que el FSLN adquiera apoyos y que comiencen a llegar protestas de países extranjeros que presionan al régimen somocista para que busque una salida negociada al conflicto.
Las fuerzas guerrilleras del FSLN inician operaciones coordinadas en los distintos frentes de guerra, estos fueron:
- Frente Sur "Benjamín Zeledón", en el sur;
- Frente Norte "Carlos Fonseca", en el norte;
- Frente Central "Pablo Úbeda", en la zona central;
- Frente Oriental "Carlos Roberto Huembes", en el área de Chontales;
- Frente Occidental "Rigoberto López Pérez", en la zona de León y Chindandega;
- Frente Sur-Oriental "Camilo Ortega", en las áreas de Masaya y Carazo;
- Frente Interno, en el casco urbano de Managua.

En marzo de 1979 las diferentes fracciones sandinistas firman el acuerdo de unidad y en junio se hace el llamamiento a la "Ofensiva Final" y en junio se convoca una huelga general.
El gobierno de Estados Unidos intenta, mediante la Organización de los Estados Americanos (OEA), parar el avance del Frente. El gobierno estadounidense intenta que la OEA destaque tropas de interposición en Nicaragua, pero no obtiene apoyo necesario de los países latinoamericanos presentes en la organización. Posteriormente, poniendo como pretexto motivos humanitarios, intenta afincar tropas en Costa Rica para intervenir en Nicaragua, pero esta operación también fracasa. Lo mismo que los intentos de negociación con el FSLN para la composición de una Junta de Gobierno de Reconstrucción nacional.
Finalmente, los Estados Unidos  se ven obligados a pedir a Anastasio Somoza Debayle su renuncia a la presidencia de Nicaragua en un intento de controlar la situación. Somoza abandona el país el martes 17 de julio de 1979, dejando un vacío de poder en la nación. Francisco Urcuyo Maliaños, como Presidente del Congreso Nacional es elevado a la presidencia de acuerdo a lo establecido en la Constitución de 1974. 
Urcuyo anuncia la decisión de no renunciar a la presidencia y que completaría el período que le correspondía la General Somoza hasta en mayo de 1981. En un mensaje a nivel nacional (en un salón del Hotel Intercontinental, hoy es el Hotel Crowne Plaza), destacó las acciones de la Guardia Nacional, a la vez que dijo"Como Presidente de la República excito a las fuerzas irregulares a deponer las armas, no ante nada ni ante nadie, sino ante el Altar de la Patria."
Comenzó a reemplazar con jóvenes oficiales las posiciones más importantes del Ejército vacantes al escapar con Somoza la mayoría de los oficiales de alto rango. 
El nuevo director de la Guardia Nacional, teniente coronel Federico Mejía González, urgió a los soldados leales a Urcuyo a "redoblar sus esfuerzos en el conflicto". Ese mismo día, los cancilleres del Pacto Andino –Ecuador, Venezuela y Perú– reunidos en San José, Costa Rica, rechazaron públicamente la maniobra de Urcuyo: 

Conminamos a Urcuyo a que acate la obligación de transferir el poder, único motivo por el cual lo ocupa. Pues su permanencia en él sólo contribuirá a que la contienda actual adquiera nuevas y más violentas dimensiones bélicas.

En la mañana del miércoles 18 de julio, los 3 miembros de la Junta, Sergio Ramírez, Alfonso Robelo, y Violeta Barrios de Chamorro, dejaron San José, Costa Rica, y se dirigieron hacia León, donde se reunieron con Daniel Ortega Saavedra y Moisés Hassan Morales. Se proclamó a León como la nueva capital provisional, y la comunidad internacional los reconoció como el gobierno legítimo de la República. Abandonado por todos, Urcuyo dejó Managua y en un avión partió al exilio en Guatemala. Numerosos partidarios del somocismo que no pudieron salir del país a tiempo buscaron protección en varias embajadas de países latinoamericanos, especialmente de aquellos con regímenes que habían mantenido estrechas relaciones bilaterales con Somoza, tales como el argentino o el chileno.
La Guardia Nacional se derrumba, de esta manera el Frente Sandinista de Liberación Nacional entra en Managua el 19 de julio de 1979, poniendo fin a la etapa dictatorial somocista asumiendo las responsabilidades de gobierno mediante la Junta de Gobierno de Reconstrucción Nacional.

## Los gobiernos revolucionarios

### Junta de Gobierno de Reconstrucción Nacional
A la entrada en Managua el 19 de julio de 1979 del FSLN le siguió la instauración de la Junta de Gobierno de Reconstrucción Nacional, compuesta por cinco miembros: el coordinador de la misma, que hacía las veces de presidente, fue Daniel Ortega (FSLN), al que acompañaban Sergio Ramírez y Moisés Hassan, ambos también sandinistas, el empresario Alfonso Robelo y Violeta Chamorro, viuda de Pedro Joaquín Chamorro (que sería la sucesora de Ortega al final del proceso revolucionario en 1990) como independientes. Se estableció un Consejo de Estado con representación de varios grupos sociales (políticos, sindicalistas, mujeres...) y se dispuso que se funcionara como una legislatura hasta la convocatoria y celebración de elecciones.
El control del Directorio Nacional del FSLN (que constaba de 9 comandantes del FSLN: Tomás Borge, Daniel Ortega, Víctor Tirado, Humberto Ortega, Henry Ruiz, Jaime Wheelock, Bayardo Arce, Luis Carrión y Carlos Núñez) sobre la Junta de Gobierno hizo que los miembros independientes abandonaran la misma un año después, siendo sustituidos por otros dos miembros no sandinistas, Arturo Cruz y Rafael Córdova Rivas.
Este gobierno emprendió las políticas arriba indicadas y en 1981 el gobierno de Ronald Reagan impuso sanciones económicas y empezó a financiar a grupos armados antisandinistas conocidos como «Contras» (reducción de "contrarevolucionarios"). En la región nor-oriental de la Costa Caribe de Nicaragua las comunidades de indígenas misquitos tuvieron varios enfrentamientos con el gobierno revolucionario,  al tiempo que las ofensivas de la Contra comenzaban a torpedear al gobierno del FSLN y  Steadman Fagoth, presidente la organización de masas que aglutinará a las Comunidades Indígenas del entonces departamento de Zelaya, creada por el FSLN, MISURASATA (Misquitos, Sumos, Ramas, Sandinistas Aslatakanta "Unidos") comenzará a mostrar lazos con la embajada estadounidense en Managua y realiza declaraciones que el gobierno sandinista interpreta como un plan que atenta contra la unidad del estado nacional al sembrar la idea de una separación de la región de la Costa Atlántica del resto de Nicaragua.
El gobierno revolucionario decidió realizar, en diciembre de 1981, el traslado forzoso de 42 comunidades de indígenas misquitos desde la franja fronteriza del Río Coco con Honduras hacia el interior del país a unas nuevas comunidades conocidas como Tasba Pri (Tierra Libre) con el fin de evitar que brindaran apoyo logístico a los Contras, siendo esta operación conocida con el apelativo de Navidad roja. Los grupos opositores al gobierno sandinista como la Fuerza Democrática Nicaragüense, gran parte de la jerarquía eclesiástica católica y los EE. UU.,  así como las organizaciones indígenas MISURASATA y MISURA acusaron a los sandinistas de ocasionar decenas de muertos misquitos en el proceso, pero los organismos de Derechos Humanos y las organizaciones indias, que analizaron lo sucedido sobre el terreno, constataron que no se habían producido violaciones ni deliberadas ni masivas de los derechos humanos.
Nicaragua buscó el apoyo de la Unión Soviética y de Cuba y en 1982 firmó con la URSS un pacto de cooperación económica.

### Elecciones de 1984
El 4 de noviembre de 1984 se celebraron elecciones, no exentas de polémica por parte de contrarrevolución y con el boicot de algunos partidos de la oposición, en las que el candidato del FSLN, Daniel Ortega, obtuvo el 67% de los votos y el FSLN fue el partido mayoritario en el Parlamento con 61 escaños de un total de 96. Estas elecciones legitimaron, a la vista de muchos países extranjeros, al gobierno sandinista. La administración estadounidense, presidida por Ronald Reagan, denunció que esas elecciones eran como una «farsa de estilo soviético», los contras no detuvieron sus acciones debido a la supuesta falta de legitimidad de dicha elección, tal como avalaba la denuncia de Reagan. De los 1.551.597 ciudadanos con derecho a voto censados en julio de ese mismo año votaron 1.170.142 lo que representa el 75,41% del censo. Los resultados fueron:
| Partido                                                  | Candidato a la presidencia | % del voto obtenido |
| -------------------------------------------------------- | -------------------------- | ------------------- |
| Frente Sandinista de Liberación Nacional (FSLN)          | Daniel Ortega Saavedra     | 66.97%              |
| Partido Conservador Demócrata de Nicaragua (PCD)         | Clemente Guido             | 17.04%              |
| Partido Liberal Independiente (PLI)                      | Virgilio Godoy             | 9.60%               |
| Partido Popular Social Cristiano (PPSC)                  | Mauricio Díaz              | 5.56%               |
| Partido Comunista de Nicaragua (PCdeN)                   | Allan Zambrana             | 1.45%               |
| Partido Socialista Nicaragüense (PSN)                    | Domingo Sánchez Salgado    | 1.31%               |
| Movimiento de Acción Popular Marxista-Leninista (MAP-ML) | Isidro Téllez              | 1.03%               |
| Total de votos válidos                                   | Total de votos válidos     | 100%                |

El gabinete proclamó un estado de excepción para hacer frente a la agresión armada, donde se suprimieron algunos derechos civiles y se limitó la libertad de expresión, aunque el principal periódico de oposición La prensa, con línea editorial cercana a la contrarrevolución, se siguió editando así como se mantuvieron emisiones de las cadenas de radio pertenecientes a la Iglesia católica. También el gobierno impuso el servicio militar obligatorio, que denominó Servicio Militar Patriótico (SMP), medida que resultó muy impopular.

### Fin del periodo revolucionario
En 1988 comenzaron las conversaciones para un proceso de paz que culminaron en las elecciones de febrero de 1990. El 25 de febrero de 1990 se realizan elecciones generales en las que el FSLN obtuvo el 40,82% de los votos en frente del 54,74% que consiguió la Unión Nacional Opositora (UNO), una coalición electoral de 14 partidos encabezada por Violeta Barrios de Chamorro y financiada y apoyada por EE. UU. Con el traspaso del poder a Violeta Chamorro se pone fin al periodo revolucionario.

## Acciones del gobierno sandinista y la contrarrevolución

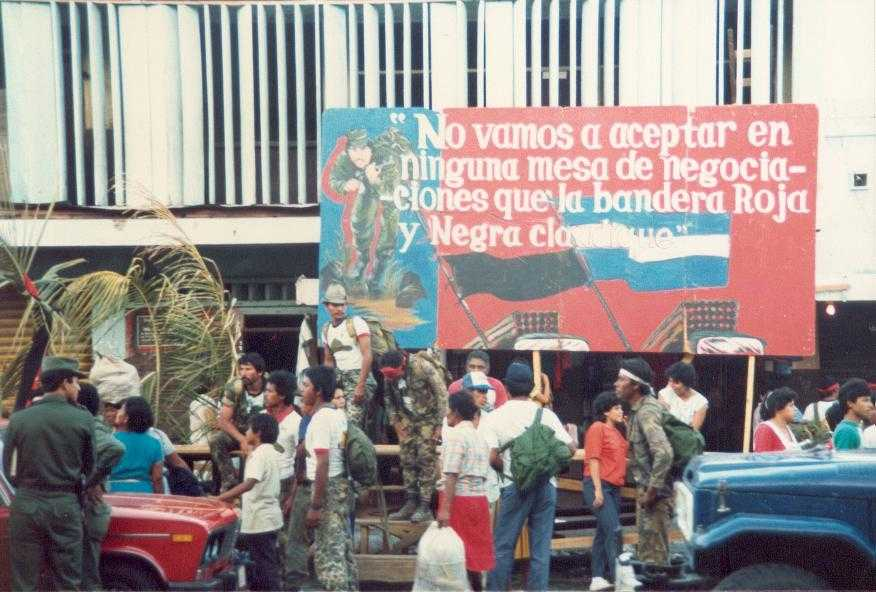
Cartel en una calle de León, Nicaragua, en marzo de 1988.

Cuando los Sandinistas entraron en Managua en 1979 se encontraron con un país que tenía enormes problemas. La guerra contra Somoza había producido más de 50.000 muertos, había centenares de miles de familias que carecían de hogar o que estaban refugiados en países vecinos y muchas áreas del país tenían sus escasas infraestructuras en ruinas. Había una deuda exterior de 1600 millones de dólares (año 1979). Muchos profesionales cualificados y expertos hombres de negocios huyeron del país, se produjo una escasez de alimentos y combustible y se encontraron con altas tasas de analfabetismo, pobreza extrema y una muy deficiente salud pública.
El nuevo gobierno de reconstrucción nacional emprendió la labor de reconstrucción del país, creando una nueva infraestructura política y económica con el objetivo de mejorar las condiciones de la población, en especial la más pobre. Nacionalizó las pertenencias de la familia Somoza y la oligarquía que la rodeaba a la vez que garantizaba la propiedad privada y el respeto a los derechos humanos y programaba a Nicaragua como país no alineado. Inicialmente el gobierno revolucionario recibió ayuda de países extranjeros, incluso de los EE. UU.
La economía se organizó como una economía mixta con predominio del sector público controlado desde el gobierno, nacionalizó la banca y se hizo con el control del comercio exterior que era crítico al ser, la exportación de productos agrícolas la base de la obtención de recursos para la importación de alimentos y otros bienes de consumo. La mayor parte de las tierras y los negocios permanecieron en manos del sector privado con la excepción los que pertenecían a la familia Somoza y algunos individuos privilegiados (este hecho llevó a la Comisión Interamericana de Derechos Humanos de la OEA, en su resolución número 2.87, a declarar que el Gobierno de Nicaragua ha violado el derecho a la propiedad privada consagrado por el Artículo 21 de la Convención Americana, resolución que muestra los obstáculos con los que tendría que enfrentase la Revolución en su intento de modernizar y dignificar el país). Algunas de las medidas adoptadas por los sandinistas imponían restricciones sobre la utilización de los bienes, lo que provocó la oposición de muchos empresarios.
En el mundo laboral los sindicatos sandinistas tomaron relevancia, aunque las organizaciones independientes sobrevivieron, el gobierno realizó una política de apoyo a los trabajadores.

### Reforma agraria
Dentro de los cambios económicos impulsados por la Revolución el reparto de las tierras en un país fundamentalmente agrícola y de latifundios, donde las tierras estaban en manos de una pequeña minoría, fue una de la prioridades de las nuevas autoridades, consiguiendo llevar a cabo, aunque parcialmente debido a las diferentes presiones, la reforma agraria. Las tierras repartidas provenían de las propiedades nacionalizadas a los Somoza y sus partidarios. Se crearon granjas cooperativas dependientes del gobierno que congregaban a pequeños productores facilitándoles el acceso a créditos, herramientas e insumos. Se fomentó la producción agrícola para el consumo propio y la exportación.
La reforma agraria se constituyó como un proceso que dependió de los diversos factores dependentes de las condiciones económicas, políticas y de organización que se presentarían durante el periodo revolucionario. Nicaragua, como otros países del llamado tercer mundo tenía una economía basada en la agricultura de exportación, con productos como el café y el algodón cuyo precio depende de los mercados internacionales.
La propia ley de reforma agraria, en su artículo 1, marca las diferentes figuras de la propiedad de la tierra, estas son:
- Propiedad del Estado (con la tierra confiscada de somocistas)
- Propiedad cooperativa (parte de tierra confiscada, pero sin los certificados de propiedad individuales, trabajadas en régimen cooperativo).
- Propiedad comunal (perteneciente a comunidades concretas, especialmente a las comunidades de Miskitos de la región Atlántica).
- Propiedad individual (con certificado de propiedad individual trabajada por un solo propietario).[28]

La reforma agraria se ejecutó en cuatro fases diferentes:
1. Primera fase (1979): confiscación de las propiedadesde la familia Somoza y la oligárquica allegada a ella.
2. Segunda fase (1981): Ley de Reforma Agraria 19 de julio de 1981.
3. Tercera fase (1984-1985): Cesión de tierras a los campesinos.
4. Cuarta fase (1986): Ley de reforma agraria de 1986, o "Reforma de la Ley de 1981".

### Educación y sanidad

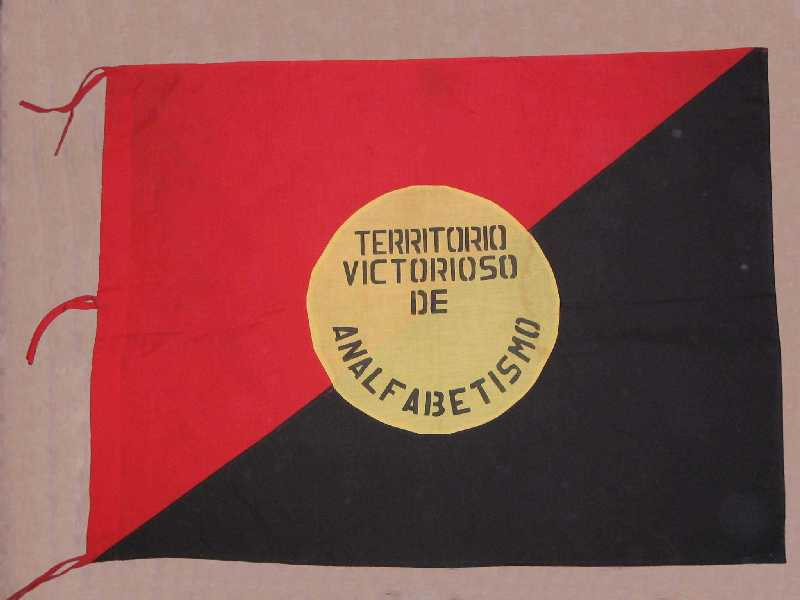
Bandera que ondeó en el barrio Laura Sofía Olivas Paz de Ocotal, Nueva Segovia cuando fue declarado territorio victorioso de analfabetismo.

La educación se consideró prioritaria. En 1979 el índice de analfabetismo era mayor del 50% (de los mayores de América) y en 2 años quedó reducido a un escaso 13% mediante una agresiva campaña de alfabetización que fue atacada por la eminente contrarrevolución que ya para entonces había sido creada con el apoyo y patrocinio de Estados Unidos.
En la misma línea se realizaron políticas sanitarias y de educación superior, así como un plan de infraestructuras sanitarias y sociales. Se realizaron campañas de vacunación masiva y de educación sanitaria básica, que lograron reducir muy ostensiblemente las tasas de enfermedades y la mortalidad infantil.
Se tomaron medidas de dinamización social tendentes a implicar a todos los sectores sociales en la reconstrucción del país y lograr los objetivos revolucionarios. Se crearon los Comité de Defensa Sandinista (CDS) en las zonas urbanas tendentes a la organización de las diferentes actividades y vigilantes de las acciones contrarrevolucionarias. Se extendieron activamente los sindicatos al mundo rural y se crearon organismos para ayudar a los campesinos. Nacieron y potenciaron las organizaciones de participación ciudadana, grupos de mujeres, estudiantes y jóvenes.

### Las relaciones exteriores
En la coyuntura de la guerra fría, Nicaragua no pudo mantenerse realmente como un país no alineado. Cuba participó activamente en la consecución de algunos de los objetivos marcados por la Revolución, mandó maestros, médicos y personal sanitario así como asesores militares. Los países del bloque soviético, con la Unión Soviética a la cabeza, mandaron ayuda al gobierno revolucionario. También muchos países de Europa Occidental y de Latinoamérica apoyaron a las nuevas autoridades. La simpatía que mostraba el gobierno sandinista por otros movimientos liberadores de izquierda que operaban en otros países latinoamericanos, como en El Salvador, enfriaron y condicionaron las relaciones con muchos de esos países.
El papel que históricamente había jugado Estados Unidos en Nicaragua y en el resto de América fue determinante para señalar a este país como el que había respaldado a los diferentes gobiernos de los Somoza y antepuesto toda clase de obstáculos al triunfo revolucionario y a las reformas que desde la Revolución se querían poner en marcha. Se identificó los Estados Unidos como el defensor de los ricos opresores en contra de los pobres. Esta identificación de Estados Unidos queda evidenciada en el Himno a la Unidad Sandinista cuando dice "luchamos contra el yankee, enemigo de la humanidad". Por su parte el gobierno de los Estados Unidos veía en los lazos de amistad de la Nicaragua Sandinista con Cuba y la URSS como la prueba fehaciente de su alineamiento político en el bloque comunista, a esto se le sumaba la ideología marxista leninista de mucho líderes sandinistas.
El gobierno de la administración Carter realizó esfuerzos, tenía una oposición muy fuerte en el Senado, para ayudar a los nuevos gobernantes nicaragüenses. En las elecciones presidenciales de EE. UU. celebradas el 4 de noviembre de 1980 sale victorioso el candidato del Partido Republicano Ronald Reagan. Reagan se destacaba por su fuerte anticomunismo y estaba convencido de que los movimientos de liberación de América estaban potenciados y creados por la URSS. Cuando toma el poder en 1981 emprende una política de aislamiento de Nicaragua y organiza, apoya y finanza la oposición armada al gobierno revolucionario creando la contra.

### La Teología de la liberación
Un rasgo propio de la Revolución Sandinista de Nicaragua, además de la lucha marxista-revolucionaria, fue el papel que la Teología de la liberación jugó en ella. Religión y revolución se hicieron uno, los templos se convirtieron en espacios de vivos diálogos intelectuales, los barrios marginales en templos y los sacerdotes en guerrilleros comprometidos. Por primera vez desde hacía mucho tiempo, una sección humilde de la Iglesia fijó su objetivo en la salvación material de los pobres sobre la salvación espiritual. La revolución también fue religiosa.
En efecto, en primer lugar debemos contextualizar la revolución religiosa que tuvo lugar en Latinoamérica. Nicaragua era un país fundamentalmente agrario con una mayoría social católica, por tanto, la religión impregnaba numerosas facetas de la sociedad. Además, la situación de enorme pobreza que afrontaba este país fomentó el deseo de cambio de algunos jóvenes eclesiásticos que, con el tiempo, se acabarían enfrentando con la jerarquía católica, afín a Somoza, y conformando un movimiento panamericano religioso cuya característica fundamental era mejorar la vida material de los desfavorecidos.
En Nicaragua, quizás el predecesor más próximo del movimiento fue monseñor Octavio José Calderón y Padilla, obispo caracterizado por criticar las injusticias del régimen. Así, tomándolo como referencia, Mejía, Molina, Montoya, Quintanilla, Zúñiga, Ernesto y Fernando Cardenal, dieron forma al movimiento católico liberador.
No obstante, los primeros documentos relativos a la Teología de la liberación tuvieron lugar en 1968 en Medellín (Colombia), durante la Conferencia General del Episcopado Latinoamericano (CELAM). Fue entonces cuando se incorporó el marxismo a la religión, inoculando su objetivo revolucionario a la misma. Los jóvenes sacerdotes serían sus abanderados y los encargados de expandirla frente al anquilosamiento de la jerarquía veterana.
Así, muchos de estos jóvenes eclesiásticos se trasladaron de las oscuras e inhóspitas iglesias a los barrios marginales y empobrecidos, pues comprendían que ser cristiano significaba ayudar a los más desfavorecidos participando activamente en la realidad, tanto en el plano intelectual como en el guerrillero. Cabe destacar que estos jóvenes eran de extracción social burguesa y estudiantes de universidad, pues de no ser así, hubiera sido difícil que tomaran conciencia y se posicionaran a favor del pueblo. Así, como intelectuales orgánicos, en términos gramscianos, actuarían como vanguardia informal en estos barrios. Son muy esclarecedoras las palabras de Uriel Molina Oliú:

(...) Comencé como profesor (en la UCA), y comencé muy bien porque enfoqué a la Biblia dentro de la realidad nicaragüense. (...) El mundo de la universidad, y el mundo de los pobres. En la universidad servía a los burgueses, y aquí en el barrio de los pobres... Todos los días había una crisis dura. Como que tenemos necesidad, los sacerdotes, de los ricos para existir. Creía yo que tenía mucha culpa 

Algunos ejemplos son la Comunidad Eclesial de Base (CEB) del Riguero un barrio obrero de Managua y la Comunidad Campesina de Solentiname. En efecto, allí, además de llevar a cabo una labor solidaria, los sacerdotes sintetizaban los estudios teológicos con el marxismo, favoreciendo un escenario realmente fructífero en todos los sentidos. Por lo demás, nunca se dieron por vencidos.
Ernesto Cardenal también marcará la diferencia entre los conventos tradicionales y las comunidades campesinas como la que él fundó en Solentiname:

La idea me la dio Thomas Merton. Primero me manifestó que estaba muy descontento de la vida monástica...
Era un tipo de vida medieval, anacrónica, y era un ridículo. Y él quería fundar una comunidad contemplativa diferente 

En otro artículo continuará:

Contemplación quiere decir unión con Dios. Pronto nos dimos cuenta que esa unión con Dios nos llevaba en primer lugar a la unión con los campesinos, muy pobres y abandonados (...). La contemplación también nos llevó después a un compromiso político: la contemplación nos llevó a la revolución; y así tenía que ser, si no, hubiera sido falsa 

Cuando la situación se agravó todavía más debido a la represión y a factores económicos, la fe y la conciencia de clase se reafirmaron y fortalecieron. Con el tiempo, acabaron organizando los barrios populares en virtud de la revolución y la fe para luchar contra el régimen somocista. Por aquel entonces, ya estrecharon lazos con el FSLN, en el cual, muchos de ellos se integraron.
En un principio, muchos de ellos habían rechazado la violencia, sin embargo, con el tiempo se percataron de que era la única vía posible para erradicar la opresión de la Clase dominante, no sin desvalorizar la importancia de la concienciación a través del estudio y la dialéctica. En palabras de Ernesto Cardenal: 

Lo que más nos radicalizó políticamente fue el Evangelio. Todos los domingos en la misa comentábamos con los campesinos en forma de diálogo el Evangelio, y ellos con admirable sencillez y profundidad teológica comenzaron a entender la esencia del mensaje evangélico: el anuncio del reino de Dios. Esto es: el establecimiento en la tierra de una sociedad justa, sin explotadores ni explotados, con todos los bienes en común, como la sociedad que vivieron los primeros cristianos 

Sin embargo, su afinidad con el FSLN y su mensaje revolucionario, pronto les pasó factura. Somoza inició una represión brutal, llegando a torturar y encerrar a algunos de ellos, como Francisco Mejía. No obstante, estos hechos, lejos de disuadirles de continuar con su proyecto libertador, fortalecieron sus creencias comprometiéndose definitivamente en la revolución y el FSLN. Paralelamente se llevó a cabo una reforma católica universitaria elevando sus demandas a niveles intelectuales más complejos impregnados de la Teología de la liberación.
En definitiva, sería su unión con el FSLN el que consumaría al mismo. En su labor de vanguardia, la Teología de la liberación tuvo un papel indiscutible a la hora de conformar la cultura revolucionaria con sus respectivos símbolos. Así, se construyó un marco político a partir de la simbología cristiana católica, pues era conocida por la mayoría de los nicaragüenses, pero transformando su significado tradicional por un significado revolucionario. De esta forma, la base cultural del Frente sería el cristianismo de la Teología de la liberación, sin la cual, probablemente, el Frente se hubiera visto desvestido de una cultura realmente eficaz, con las consecuencias que eso tiene: dificultad de organización, unificación y movilización.

### La contrarrevolución

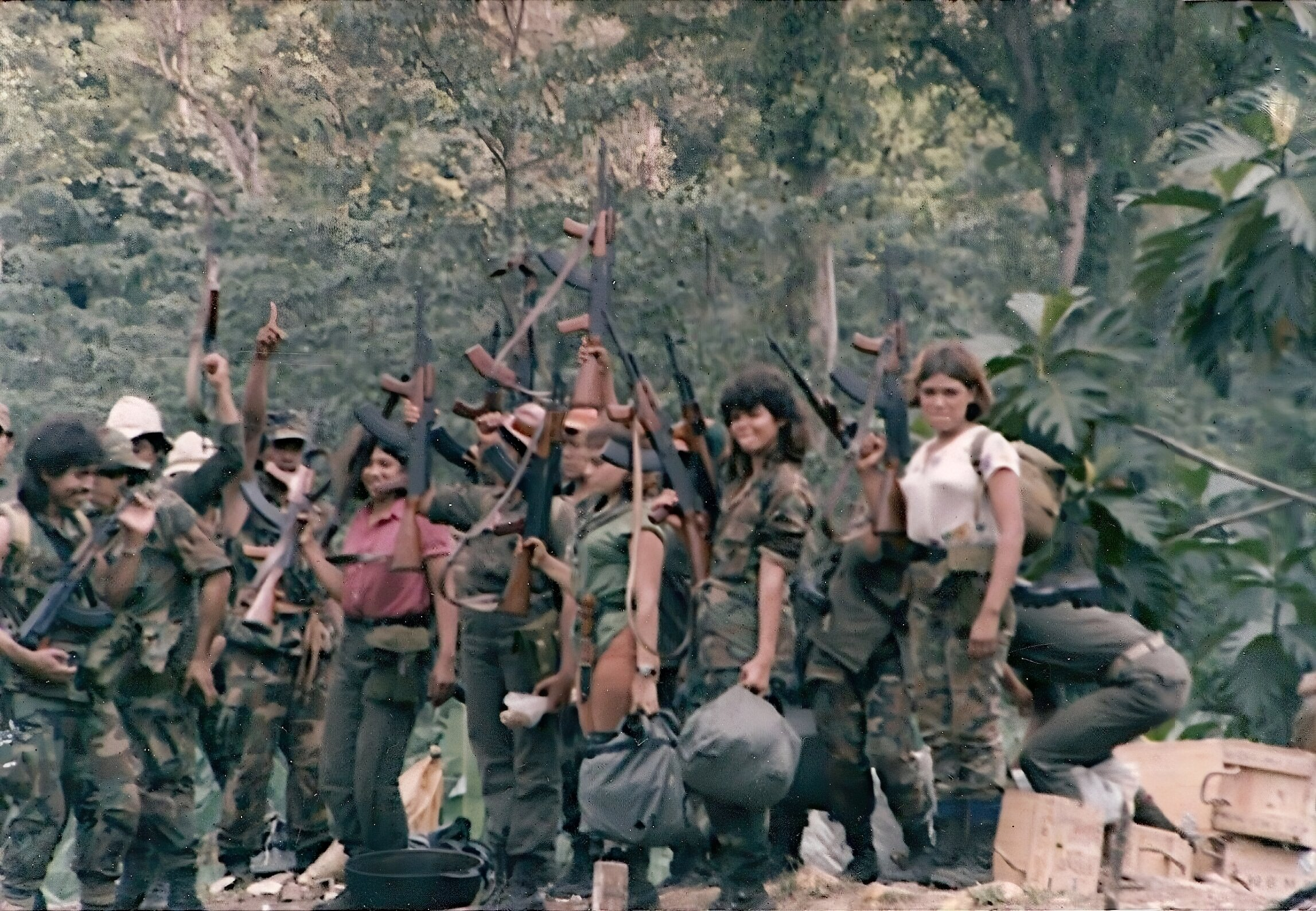
Comandos Frente Sur FDN & ARDE de los Contras.

Desde el triunfo mismo de la Revolución y el desmantelamiento de la Guardia Nacional, grupos aislados de guardias con base en Honduras mantuvieron hostilidades armadas con el nuevo gobierno nicaragüense. A finales del año 1981 estos grupos armados recibían apoyo de la dictadura argentina y una ayuda secreta de los Estados Unidos. Los grupos contrarrevolucionarios se fueron alimentando de los descontentos con las reformas revolucionarias. Incluso algún relevante sandinista, como Edén Pastora creó su propio grupo armado de oposición, en este caso con base en Costa Rica, donde sobrevivió al atentado de La Penca. También algunos grupos étnicos como los misquitos se sumaron a estos movimientos antisandinistas. A todo este conglomerado contrarrevolucionario se le denominó contras (acortamiento de contrarrevolucionarios o contrarrevolución en contraposición de compa acortamiento de compañero como se denominaban los sandinistas entre sí).
Desde la llegada al poder de la administración Reagan el apoyo a los contras se generaliza e incrementa mientras que se bloquea y presiona al gobierno nicaragüense impidiendo la ayuda de otros países y diversos organismos e instituciones internacionales. Se estima que entre 1982 y 1990 los EE. UU. gastaron en el apoyo a la Contra más de 300 millones de dólares.
El bloqueo de EE. UU. y la agresión armada debilitaron sustancialmente la ya débil economía nicaragüense. Las acciones armadas, incluso directas de los EE. UU., dañaron infraestructuras, impidieron la explotación agrícola y el comercio causando muchas bajas entre la población civil, forzando a mucha población a refugiarse en otras áreas del país o en el extranjero y obligando a destinar enormes partidas presupuestarias a la defensa y reconstrucción así como a tomar decisiones de gobierno antipopulares como puesta en marcha de un Servicio Militar Obligatorio.
Para hacer frente a la agresión el gobierno revolucionario se vio obligado a aumentar las fuerzas militares, en 1983 tuvo que instituir el Servicio Militar Obligatorio, y a realizar compras de armas a Cuba y URSS. La generalización de la guerra supuso la imposición del "estado de emergencia", lo que conllevó la suspensión de libertades civiles, encarcelamientos de dirigentes opositores y episodios de censura de la prensa.
La contra, en la que militaban muchos exguardias somocistas y estaba dirigida por agente ligados a los Somoza, cometió grandes atrocidades entre la población civil nicaragüense llegando a ser acusada de no respetar los derechos humanos. En esta coyuntura se comenzó a cuestionar dentro de los EE. UU. el apoyo que se prestaba a estos grupos armados (que habían llegado a ser denominado por Ronald Reagan como "defensores de la libertad"). El Congreso de los EE. UU. comienza a restringir el apoyo a la contra llegando a prohibirlo totalmente en 1985.
El financiamiento de la intromisión armada por parte de los EE. UU. se mantuvo incluso en contra de la decisión del Congreso de ese país en 1985 (aunque no se ejecutó hasta octubre de 1986) mediante los fondos obtenidos por la venta ilegal de armas a Irán (en plena guerra Irán-Irak, donde Irak era el aliado oficial de los EE. UU.) conocido como el caso irangate. La intromisión de los Estados Unidos llegó a ser tan intensa y evidente que la Corte Internacional de Justicia condenó la misma en sentencia del 27 de junio de 1986 por el apoyo a la contra y el minado de las aguas nicaragüenses (ver Nicaragua contra Estados Unidos).

### Hacia la paz

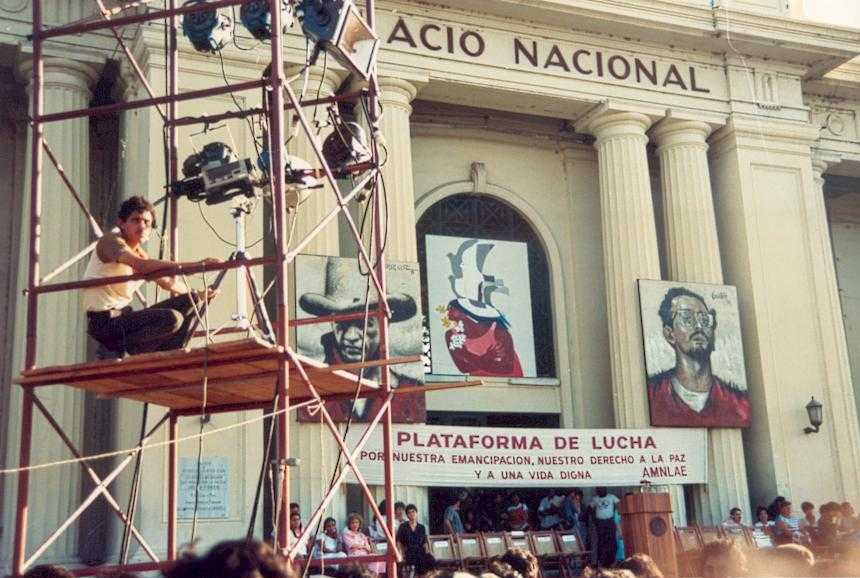
Acto del Día Internacional de la Mujer trabajadora en Managua, 8 de marzo de 1988.

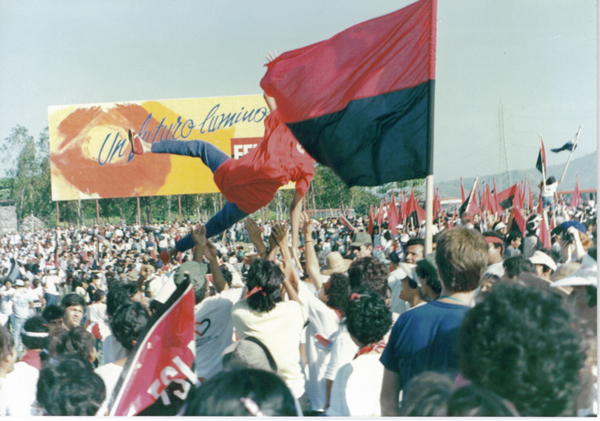
Celebración del décimo aniversario de la Revolución (1989).

Antes de 1987 las fuerzas de la contra contaban con más de 10.000 hombres. El gobierno de EE. UU. intentaba el derrocamiento del gobierno sandinista por la fuerza utilizando todas las estrategias que estaban en su mano. Un número importante de países latinoamericanos se opusieron a la influencia de EE. UU. en Nicaragua y en 1983,  México, Colombia, Panamá y Venezuela formaron el llamado Grupo Contadora para la mediación en el conflicto, aunque sin obtener resultados positivos. 
En 1987 el presidente de Costa Rica, Óscar Arias Sánchez, realiza una conferencia de presidentes centroamericanos para buscar solución a los conflictos de Nicaragua y El Salvador. Fruto de esta conferencia son las negociaciones que en 1988 comienzan a realizar el gobierno de Nicaragua con la contra.
La economía nicaragüense, muy afectada por el conflicto, estaba al borde de la quiebra (la inflación en 1988 se situó entre el 2,000 y el 36,000%) y el presupuesto destinado a la defensa representaba la mitad de los presupuestos generales del país. Los planes de educacionales y sanitarios, así como alimenticios se vieron afectados por la situación económica y Nicaragua pasó a ser considerado el país más pobre de América Latina. Los ataques de la contra dañaron la agricultura y la medida de fomentar la producción de alimentos básicos en lugar de productos para la exportación, de la que dependía la entrada de divisas en el país, llevaron a una situación desesperada que se agarbaba por los daños en la población civil que la agresión de la contra causaban (más de 10.000 bajas entre muertos y heridos y muchos refugiados).
La situación internacional comenzó a cambiar. En la URSS se abrió el periodo conocido como perestroika y en EE. UU. se produjo el cambio de gobierno entrando George Bush el cual impuso una política más partidaria en contar una solución negociada al conflicto.
Dentro de los acuerdos de paz se incluye la celebración de elecciones en febrero de 1990. A esas elecciones la oposición, con el apoyo de los EE. UU., crea una coalición denominada Unión Nacional Opositora (UNO) presidida por Violeta Chamorro. En la coyuntura de la guerra y con la amenaza de proseguir la misma si vencían los sandinistas, con una economía arruinada el resultado electoral da la victoria a la UNO con un 55% de los votos frente a un 41% obtenido por los sandinistas. Se produjo el cambio de poder, pasando el FSLN a la oposición.
Dentro de las conversaciones de paz los sandinistas mantuvieron el control del ejército con el compromiso de despolitizarlo, pasando de ser denominado "Ejército Popular Sandinista", a ser "Ejército de Nicaragua"; incluso algunos contras pasaron a integrase en él. Se desmovilizó buena parte de las fuerzas militares y se disolvió la contra. Los sandinistas mantuvieron la mayoría en la representación del Tribunal Supremo y el mayor grupo de la Asamblea Nacional. La red social que habían potenciado, sindicatos, asociaciones de vecinos, grupos de mujeres, estudiantes y jóvenes contribuyó a reforzar el poder político del FSLN.
En la separación de las estructuras del estado y de partido algunas propiedades confiscadas pasaron a ser inscritas como propiedades del partido e incluso algunos dirigentes las inscribieron a su nombre, esto se conoció por el apelativo de "la piñata" y fue duramente criticado aunque no se llegó a denunciar, juzgar o condenar a nadie por estos hechos.
El gobierno de Violeta Chamorro encontró contradicciones dentro de la coalición que le apoyaba y la UNO no se llegó a presentar a las siguientes elecciones. Fue el primer gobierno del periodo liberal que se abrió y puso fin al periodo revolucionario.

### Elecciones de 1990, la pérdida del poder
El 25 de febrero de 1990 se celebran elecciones generales que pierden los sandinistas. Para hacer frente al FSLN se constituyó la Unión Nacional Opositora (UNO), una coalición electoral de 14 partidos encabezada por Violeta Barrios de Chamorro, un miembro de la Junta de Gobierno de Reconstrucción Nacional y viuda de Pedro Joaquín Chamorro, asesinado por Somoza el 10 de enero de 1978.

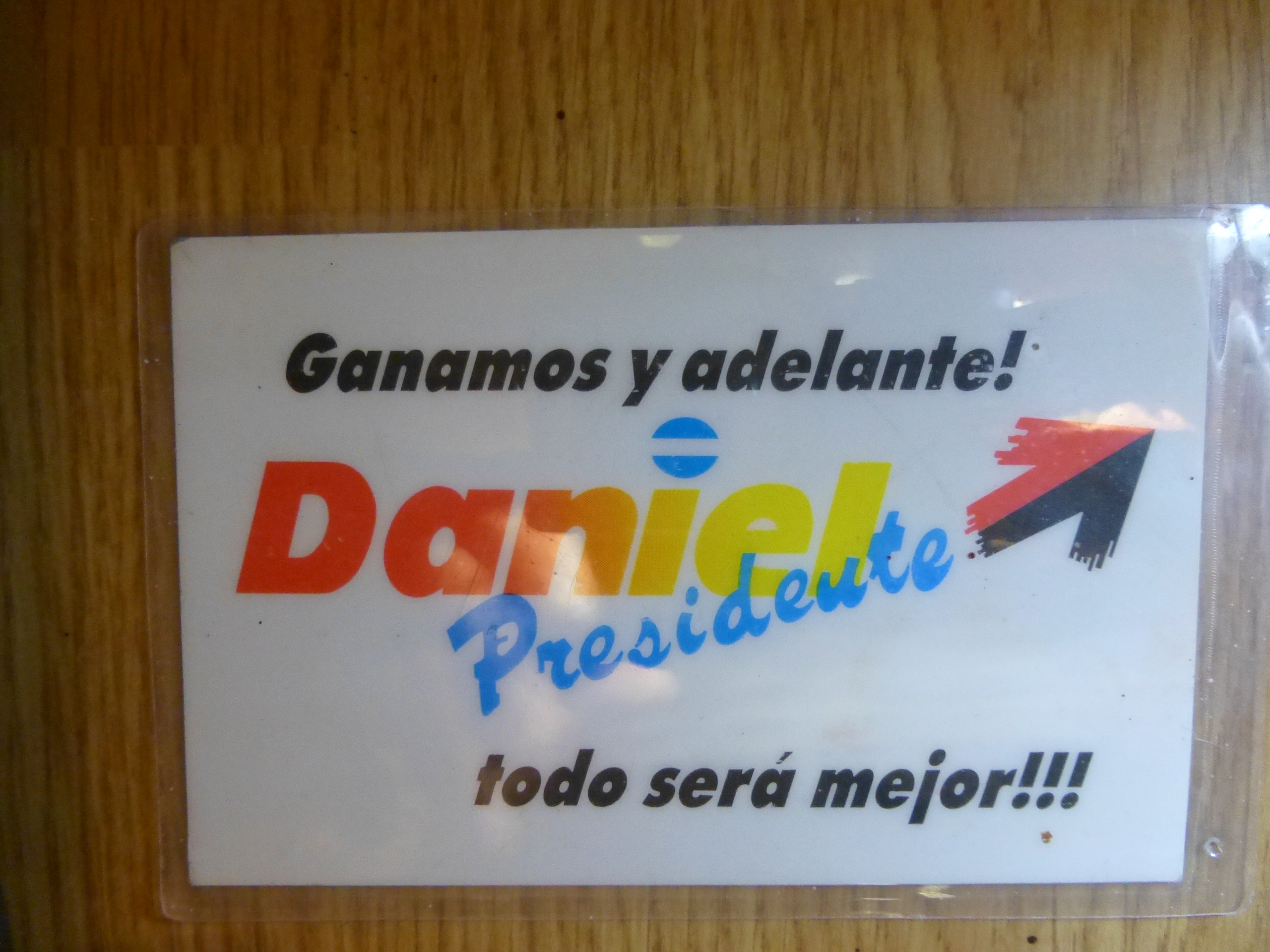
Propaganda electoral del FSLN en las elecciones de 1990.

El FSLN presenta a Daniel Ortega como presidente y a Sergio Ramírez como vicepresidente bajo el lema "Ganamos y adelante! Daniel Presidente. Todo será mejor!!!"
El detalle del resultado electoral fue el siguiente:
| Elecciones generales de Nicaragua de 1990 | %      |
| UNO                                       | 54,74% |
| FSLN                                      | 40,82% |
| MUR                                       | 1,18%  |
| Otros partidos                            | 3,26%  |

Estas elecciones dieron el poder a la señora Chamorro que pasó a ser la presidenta de Nicaragua y puso así fin al período revolucionario.

#### UNO
El historiador e investigador social nicaragüense Roberto J. Cajina describe a la coalición Unión Nacional Opositora de la siguiente manera:

Desde el mismo momento de inicio, bajo la dirección política y ayuda técnica y financiera del gobierno del los EE.UU, la existencia del UNO fue marcada por  deformaciones estructurales graves, derivadas de su propia naturaleza. En su conformación concurrieron las corrientes más diversas de la gama política e ideológica nicaragüense: del liberal-conservador - tradicionalmente anticomunista y  favorable a EE.UU., a los marxistas-leninistas del linaje moscovita, a los partidarios abiertamente declarados de lucha de clase y a los enemigos de capitalismo en su estado superior del desarrollo. Paradojas de una alianza electoral heterogénea y frágil.

La constitución de la coalición de a UNO fue la siguiente:
- 3 fracciones liberales: PLI, PLC y PALI
- 3 conservadores: ANC, PNC y APC
- 3 Social-cristianos: PPSC, PDCN y PAN
- 3 Socialdemócratas: PSD, MDN y PSN
- 1 Comunista ortodoxo: PC de N
- 1 Partido unionista de Centroamérica: PIAC

## El legado de la Revolución

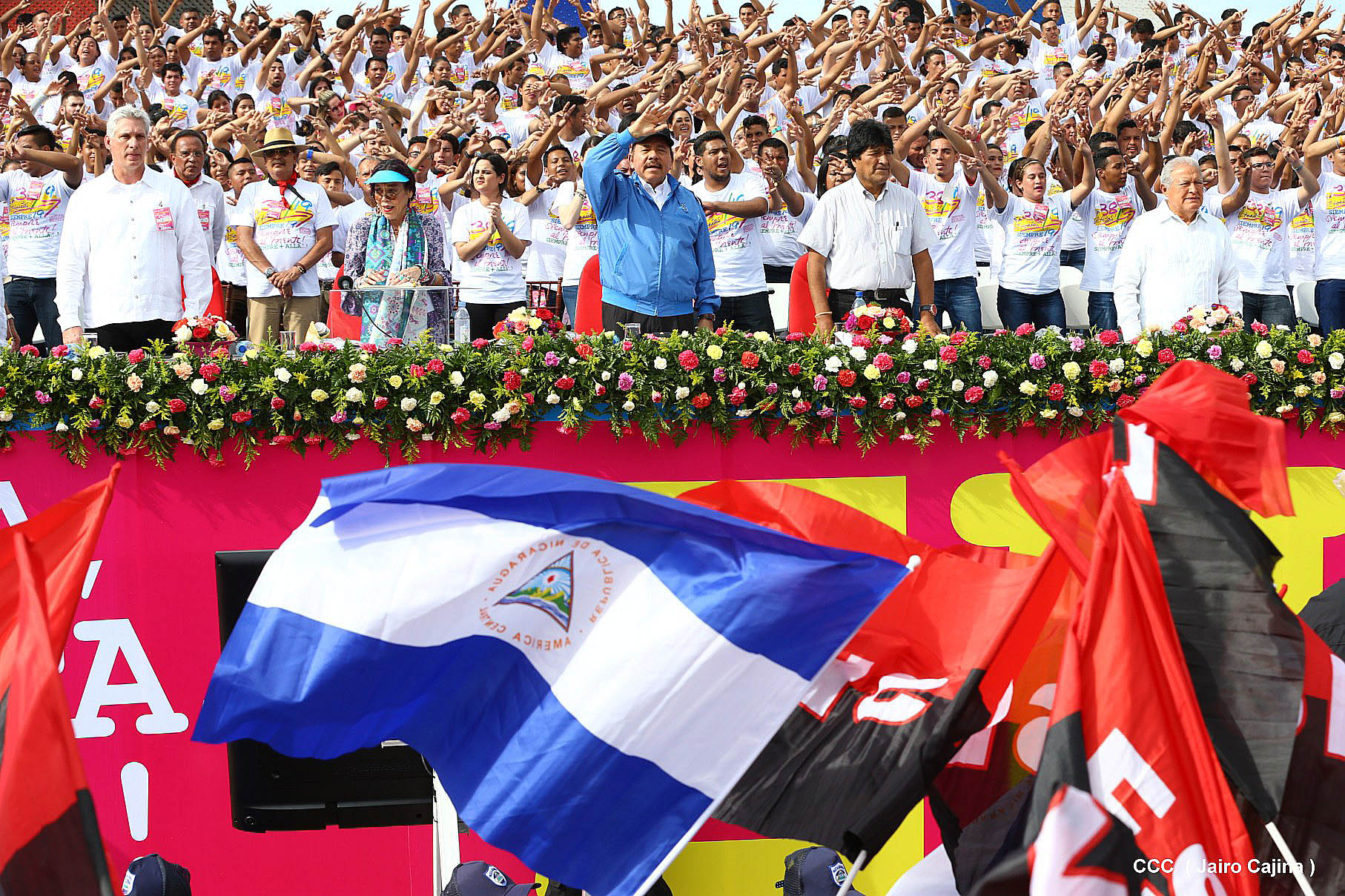
Nicaragua, 38 Aniversario de Revolución Sandinista El Salvador Salvador Sánchez Cerén, Presidente de Bolivia Evo Morales, Presidente de Nicaragua Daniel Ortega, Vicepresidenta Rosario Murillo y Vicepresidente cubano Miguel Díaz-Canel.

La Revolución dejó cambios profundos en Nicaragua. Las estructuras de poder que la oligarquía ligada a la familia Somoza había montando y mantenido para su propio beneficio fueron desbaratadas. Los niveles de educación de la población se elevaron muy significativamente. Grupos de población, como jóvenes, mujeres y campesinos, hasta entonces marginada de las actividades sociales y en la participación en la vida nacional vieron incrementado su presencia en estas áreas. Las regiones de la Costa Atlántica pobladas por Misquitos obtuvieron autonomía. Se produjo por primera vez, después de décadas de dictadura y guerra civil un paso de poder de forma pacífica entre gobiernos surgidos de las urnas.
Desde el punto de vista de muchos nostálgicos, los objetivos de la Revolución Sandinista, programados al pueblo nicaragüense, del derecho a una alimentación digna, a una vivienda, a la salud, a la educación que inicialmente fueron llevados a cabo por diferentes programas de los gobiernos revolucionarios se perdieron al ser abandonados por los gobiernos posrevolucionarios, de carácter liberal, de la década de los años 90. También desde el punto de visto de los nostálgicos, el analfabetismo volvió a subir, aunque se mantuvo en niveles inferiores a los anteriores al 19 de abril de 1979.
La Revolución realizó una reforma agraria dando tierras a los campesinos que no las tenían, la intervención de empresas y de la banca en busca de un sistema productivo mixto con un sector público fuerte y controlado desde el Estado propiciaron la desconfianza del sector privado, tanto nacional como internacional que produjo una caída de las inversiones en el país. La guerra de agresión, organizada y financiada por los EE.UU, a la que Nicaragua hizo frente obligó a los diferentes gobiernos sandinistas a dedicar recursos enormes a la defensa y a la restauración de los daños materiales que los combates provocaban. 
Se ha discutido mucho sobre los factores que produjeron la gran crisis económica del periodo revolucionario (cuando triunfó la revolución Nicaragua contaba ya con una gran deuda externa y una aguda crisis en su economía): algunos observadores exteriores achacan la crisis a la economía de corte marxista que los gobiernos sandinistas realizaron, mientras otros hacen hincapié en la guerra de agresión de Estados Unidos y la contra. La Revolución dejó una Nicaragua más libre y normalizada pero más pobre y dividida.
En el año 2006, el Frente Sandinista de Liberación Nacional, vuelve a ganar unas elecciones de la mano de Daniel Ortega y tras más de 15 años, los sandinistas vuelven al poder dentro de un nuevo contexto para Latinoamérica y para el mundo.

## El coste en vidas
Entre los años 1972 y 1991 se estima, según el victimario de "De re Militari", que en Nicaragua hubo unas 65.000 muertes, 35.000 de ellas durante la lucha contra el somocismo (25.000 civiles y 10.000 combatientes) y 30.000 durante el periodo de gobierno del FSLN por el conflicto abierto con las contras (15.000 civiles y 15.000 combatientes), se tiende a responsabilizar a Anastasio Somoza Debayle por la muertes, especialmente las sucedidas durante su gobierno.
"La solidaridad es la ternura de los pueblos". Bajo este lema la Revolución sandinista levantó un amplio movimiento de solidaridad en todo el mundo bajo las banderas de democracia y justicia social que enaborlaba el sandinismo, que había continuado hasta 2018 en diversos formatos y con Nicaragua y otros países.
Los Sandinistas fueron acusados de graves abusos contra los derechos humanos durante el conflicto, incluidas torturas, desapariciones y ejecuciones masivas. La Comisión Interamericana de Derechos Humanos investigó y confirmó los abusos cometidos por las fuerzas sandinistas, incluida una ejecución de 35 a 40 Miskitos en diciembre de 1981, y una ejecución de 75 personas en noviembre de 1984.  El 8 de junio de 2006, en vísperas del período electoral para las elecciones a la presidencia del gobierno nicaragüense (el 5 de noviembre de 2006), el presidente de la Comisión Permanente de Derechos Humanos (CPDH), Marcos Carmona, presentó una denuncia contra ex-dirigentes sandinistas que tuvieron responsabilidades en el periodo de gobierno revolucionario, entre ellos Daniel Ortega (reelecto en el 2006 como presidente), ante la Fiscalía General de la República de Nicaragua. Las acusaciones son por delitos de genocidio y crímenes de lesa humanidad contra indígenas misquitos. Los hechos presuntamente ocurrieron entre 1981 y 1982 y fueron denunciados a la CPDH en el 2005, según el periódico El Nuevo Diario de Nicaragua. 

Un total de 64 personas fueron asesinadas, 13 torturadas y 15 desaparecidas en 17 comunidades miskitas de la Región Autónoma del Atlántico Norte (RAAN), según la denuncia de la CPDH, una férrea opositora al régimen sandinista.

El sandinista Enrique Figueroa ha manifestado que es 

"lamentable" que un organismo de derechos humanos "cada vez que se presenta una campaña electoral es instrumentalizado por los adversarios del FSLN para organizar campañas de desprestigio para afectar la imagen de sus candidatos y del partido".

## Literatura
- Cortázar, Julio (1984). «Nicaragua tan violentamente dulce». Buenos Aires: Muchnik Editores.
- Ramírez, Sergio (1999). «Adiós muchachos: una memoria de la revolución sandinista». Madrid. ISBN.
- Perales, Iosu (1984). «Nicaragua valientemente libre». Madrid: Editorial Revolución. ISBN 84-85781-32-5.
- del Río Rius, Eduardo (1982). «Compa Nicaragua». México D.F.: Editorial Posada. ISBN 968-433-177-0.
- Rediske, Michael (1984). «Umbruch in Nicaragua. Die Entstehung der Revolution aus dem Zerfall bürgerlicher Herrschaft». Berlín. ISBN.
- F. Lamberg, Robert (1985). «Nicaragua. Von Somoza zu Ortega. Der hürdenreiche Aufbau einer tropischen "Volksrepublik"». Zürich. ISBN.
- Stephen, Sergio (2008). «Sangre de Hermanos. Vida y guerra en Nicaragua». Managua. ISBN.
- Carrera Carmona, José Miguel (2010). «Misión Internacionalista. De una población chilena a la revolución sandinista.». Santiago de Chile. ISBN 978-956-332-675-8.
- Cabezas, Omar (1982). «La montaña es algo más que una inmensa estepa verde». La Habana. ISBN.

## Cinematografía
- Latino, de Haskell Wexler. Película de denuncia de la agresión de Estados Unidos a la Nicaragua Sandinista.
- Nicaragua - entre la guerra y el sueño (1990), de la TV de los trabajadores. Documental sobre las elecciones de 1990 y la victoria de Violeta Chamorro.
- Bajo el fuego (1983), de Roger Spottiswoode. La revolución sandinista narrada de forma libre a través de la historia de 3 periodistas norteamericanos.
- Utopía 79 (2008). Documental que mezcla las experiencias de españoles y nicaragüenses en la revolución sandinista. Una combinación de archivos casi inéditos de los noticiarios sandinstas con imágenes actuales que nos llevan a reflexionar sobre la utopía.
- Terminator II, John Connor menciona que su mamá Sara Connor se entrenó en Nicaragua.
- Delta Force, en el día del triunfo de la revolución sandinista ocurre como coincidencia un secuestro de un avión en Medio Oriente.
- Amanecer rojo (1984) Se menciona a Cuba y Nicaragua como unos de los países que apoyó la invasión soviética de Estados Unidos.